# P.J. Crook
P.J. Crook, właśc. Pamela June Crook (ur. 1945 w Cheltenham) – brytyjska malarka i rzeźbiarka.
Studiowała na Gloucestershire College of Art and Design. Jej prace prezentowane są m.in. w galeriach w Londynie, Nowym Jorku i Paryżu. Jej obraz został wykorzystany na okładce albumu King Crimson Absent Lovers.